# Torre Tavira II
La Torre Tavira II, también conocida como el Pirulí de Cádiz, es una torre de telecomunicaciones situada en Cádiz, España. Su construcción fue promovida por la empresa Telefónica en 1992. Tiene una altura mayor respecto al entorno donde se encuentra, por estar construida en una colina natural a los que se añaden sus 114 m de altura.
Se trata de una edificación singular, compuesta por un edificio de cinco plantas destinadas a servicios, y una torre de telecomunicaciones que tras superar la cota de cubierta del edificio, emerge con gran autonomía formal. Esta característica la comparte con la torre de telecomunicaciones de Oviedo, también promovida por Telefónica.
La parcela, de planta trapezoidal permite desdoblar el edificio en dos figuras geométricas, en la triangular se ubica la Torre de antenas y en la rectangular las plantas de servicios e instalaciones, teniendo el edificio una altura de más o menos 20 metros, con distintos tratamientos en cada una de sus fachadas. 
En cuanto a la torre, en su diseño confluyeron dos líneas de intereses. Por una parte tenía que satisfacer las prescripciones técnicas y constructivas para su cometido como pieza industrial y por otra, dada la envergadura que iba a adquirir, debía convertirse en un hito significativo y emblemático en el paisaje urbano de la ciudad. El fuste de la torre de hormigón armado blanco, contiene cuatro plataformas abiertas más un mástil de antenas compuesto por estructura metálica y parrarayos que se eleva hasta los 114 m.

## Historia
Ya en 1987 se hablaba sobre los planes de telefónica de construir esta torre en Cádiz. La construcción se llevó a cabo en 1992 para mejorar las comunicaciones de la ciudad y fue diseñada por Guillermo Vázquez Consuegra. Su basamento está construido en piedra ostionera, al estilo de otros edificios de la ciudad. En el verano de 2011 Telefónica permitió las visitas en la plataforma a 100 metros de altura, donde se puede observar en días soleados hasta el faro de Chipiona y el castillo de Sancti-Petri. En 2014 se supo que Telefónica quería hacer un uso hostelero del sitio.